# Sequeiros (Mêda)
Sequeiros é uma aldeia da freguesia do Poço do Canto, Município de Mêda. Conta aproximadamente 60 habitantes. A rua mais conhecida é a Rua de Lameira.[carece de fontes?]